# Championnat de Finlande de football 1934
Navigation
Saison précédente Saison suivante
La saison 1934 du Championnat de Finlande de football était la 5e édition du championnat de première division en Finlande. Les huit meilleurs clubs du pays sont regroupés au sein d'un poule unique où chaque formation rencontre tous ses adversaires deux fois. Les deux derniers du classement en fin de saison sont relégués et remplacés par les deux meilleurs clubs de deuxième division.
C'est le HPS Helsinki qui remporte la compétition en restant invaincu (10 victoires et 4 matchs nuls). C'est le 2e titre de champion de Finlande de l'histoire du club.

## Les 8 clubs participants
- HIFK
- TPS Turku
- Sudet Viipuri
- Åbo IFK
- HJK Helsinki
- HPS Helsinki
- HT Helsinki - Promu de D2
- UL Turku - Promu de D2

## Compétition

### Classement
Le barème de points servant à établir le classement se décompose ainsi :
- Victoire : 2 points
- Match nul : 1 point
- Défaite : 0 point

| Rang | Équipe        | Pts | J  | G  | N | P  | Bp | Bc | Diff |
| ---- | ------------- | --- | -- | -- | - | -- | -- | -- | ---- |
| 1    | HPS Helsinki  | 24  | 14 | 10 | 4 | 0  | 40 | 9  | +31  |
| 2    | HIFK T        | 23  | 14 | 11 | 1 | 2  | 53 | 21 | +32  |
| 3    | HT Helsinki P | 15  | 14 | 6  | 3 | 5  | 27 | 19 | +8   |
| 4    | Sudet Viipuri | 15  | 14 | 6  | 3 | 5  | 25 | 25 | 0    |
| 5    | HJK Helsinki  | 14  | 14 | 5  | 4 | 5  | 23 | 18 | +5   |
| 6    | Åbo IFK       | 11  | 14 | 4  | 3 | 7  | 20 | 41 | -21  |
| 7    | TPS Turku     | 10  | 14 | 4  | 2 | 8  | 32 | 49 | -17  |
| 8    | UL Turku P    | 0   | 14 | 0  | 0 | 14 | 9  | 47 | -38  |

|  | Champion de Finlande 1934           |
|  | Relégation en deuxième division     |
|  | T : Tenant du titre P : Promu de D2 |

## Bilan de la saison
| Championnat de Finlande de football 1934 |                         |
| Champion                                 | HPS Helsinki (2e titre) |
| Promotions et relégations                |                         |
| Promus en Mestaruussarja                 | VPS Vaasa               |
| Promus en Mestaruussarja                 | VFK Vaasa               |
| Relégués en Ykkönen                      | TPS Turku               |
| Relégués en Ykkönen                      | UL Turku                |